# Ute Albrecht
Ute Albrecht (auch: Ute Albrecht-Lovell) ist eine ehemalige deutsche Filmeditorin und Regisseurin.
Ihre ersten Arbeiten wurden Anfang der 1970er Jahre ausgestrahlt. Sie schnitt Unterhaltungsfilme wie Zärtliche Chaoten und Eine Frau namens Harry und die Serien Die Hausmeisterin und Ein Schloß am Wörthersee. 

## Filmografie (Auswahl)
Als Editorin
- 1981: Der Falke
- 1986: Zoning
- 1987–1992: Die Hausmeisterin (Fernsehserie, 18 Folgen)
- 1987: Zärtliche Chaoten
- 1988: Zärtliche Chaoten II
- 1988: Starke Zeiten
- 1990: Eine Frau namens Harry
- 1990–1993: Ein Schloß am Wörthersee (Fernsehserie, 23 Folgen)
- 1992: Die Zwillingsschwestern aus Tirol

Als Regisseurin
- 1992: Die Hausmeisterin (Fernsehserie, 5 Folgen)